# Saint-Pierre-les-Bois
Saint-Pierre-les-Bois é uma comuna francesa na região administrativa do Centro, no departamento Cher. Estende-se por uma área de 19,93 km². Em 2010 a comuna tinha 294 habitantes (densidade: 14,8 hab./km²).